# Algicid

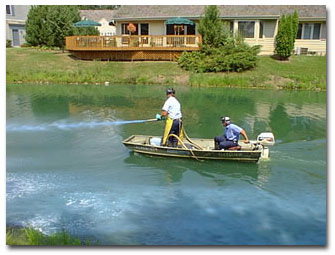
Užití algicidů.

Algicidy jsou skupinou pesticidů určených k hubení řas (Algae). Někdy jsou klasifikovány jako herbicidy.
Jako algicid je nejčastěji v bazénech či ve vodárenství užíván plynný chlór. Dále je užíván atrazin, diuron, síran měďnatý, simazin a další.
Ve Velké Británii byla užívána pro hubení řas tradičně sláma ječmene, aniž by docházelo k poškozování jiných rostlin a živočichů.[zdroj?]